# Diana Zimmer
Diana Zimmer (* 9. Juli 1998 in Pforzheim) ist eine deutsche Politikerin (AfD). Sie ist seit 2025 Mitglied des Bundestages.

## Werdegang
Diana Zimmer stammt aus einer Familie von Russlanddeutschen, die 1996 als Spätaussiedler nach Deutschland kamen und sich in Pforzheim niederließen. Sie wuchs auf dem Haidach auf, einem Satellitenstadtteil Pforzheims mit einem hohen Anteil an deutschstämmigen Spätaussiedlern.
Als Schülerin der Konrad-Adenauer-Realschule nahm Zimmer an Debattierwettbewerben teil und trat noch während ihres Abiturs am Fritz-Erler-Wirtschaftsgymnasium der Alternative für Deutschland bei. Nach ihrem Abitur absolvierte sie eine Ausbildung zur Finanzassistentin und engagierte sich parallel dazu im örtlichen Kreisverband der AfD. 2019 trat sie zu den Kommunalwahlen an, aus denen sie als damals zweitjüngste Stadträtin der Stadt Pforzheim hervorging. Während der Berufsausübung und dem politischen Wirken studierte sie Betriebswirtschaftslehre an der Euro-FH, mit einem Fokus auf Politik. Ihr Studium schloss sie im Jahr 2023 mit dem Bachelor of Science ab.

## Politik
Zimmer ist Vorsitzende des AfD-Kreisverbandes Pforzheim/Enzkreis und war von 2022 bis 2025 Fraktionsvorsitzende der AfD-Gemeinderatsfraktion in Pforzheim. Im April 2025 traten drei AfD-Gemeinderatmitglieder aus der Partei und Fraktion aus, als Grund nannten sie ein angebliches internes Chaos infolge des Vorsitzes von Zimmer. Zimmer dagegen behauptete, dass die drei ihren Weg der Professionalisierung nicht mittragen wollten. Sie vermutete, dass die Wahl ihres Bruders Alexsei Zimmer zu ihrem Nachfolger Enttäuschung erzeugt hat. Seit 2024 ist Zimmer ebenfalls Mitglied des Landesvorstands der AfD Baden-Württemberg.
Bei der Bundestagswahl 2021 erreichte sie mit 14,1 % der Erststimmen den dritten Platz im Wahlkreis 279 (Pforzheim). Bei der Kandidatenwahl für die Bundestagswahl 2025 setzte sich Zimmer im Herbst 2024 mit 63,1 Prozent der Stimmen gegen die Bundestagsabgeordnete Christina Baum durch.  Mit 26,9 % der Zweitstimmen unterlag sie im Wahlkreis 279 Gunther Krichbaum (CDU), der 37,1 % erlangte. Über den Listenplatz 8 der AfD-Landesliste zog sie dennoch in den Bundestag ein.
Als Mitglied des 21. Deutschen Bundestages ist Diana Zimmer ordentliches Mitglied im Finanzausschuss sowie stellvertretendes Mitglied im Auswärtigen Ausschuss.

## Familie
Ihr Bruder Alexsei Zimmer beerbte Diana Zimmer nach ihrer Wahl in den Bundestag als Fraktionsvorsitzender im Pforzheimer Gemeinderat. Für die Landtagswahl 2026 tritt Alexsei Zimmer auf dem aussichtsreichen Landeslistenplatz 12 an.

## Schriften
- Diana Zimmer: Diana Zimmer. 13. Kapitel. In: Stephan Schwarz (Hrsg.): Mutfrauen. Erfolgreich mit Qualität. Ohne Quote. Ohne Quatsch. Mit einem Geleitwort von Beatrix von Storch. 2. Auflage. Gerhard-Hess-Verlag, Uhingen 2025, ISBN 978-3-87336-856-9, S. 76–83 (Inhaltsverzeichnis).